# Семён Иванович (князь калужский)
Симео́н (Семён) Ива́нович  (21 марта 1487 — 26 июня 1518) — удельный князь Калужский с 1504 по 1518 годы, четвёртый сын великого князя Московского и всея Руси Ивана III Васильевича и Софьи (Зои) Фоминичны Палеолог, племянницы последнего императора Византии Константина XI.
В 1505 году после смерти своего отца, великого князя московского Ивана III Васильевича, Семён получил в удельное владение города Калугу (стала его резиденцией), Бежецкий Верх и Козельск.

## Биография
В Патриаршей, или Никоновской летописи записано, что 21 марта 1487 года в 7 часов утра у великого князя Московского Ивана III родился четвёртый сын, нареченный Симеоном. В 1504 году по духовной грамоте отца Симеону достались города Бежецкий верх, Калуга, Козельск и волости козельские:

«… Да благословляю сына своего Симеона, даю ему Бежытцкой Верх с волостями, и с путями, Калугу с волостями, да Козельск с волостями, да волости Козельские: Серенеск, да Людимеск, да Коробки, и Вырки, на Вырке на реке волости Сениша, да Сытичи, да Выино, и с иными месты, да Липицы, да Вздыбанов, да Верх-Серена, да Луган, да Местилово, да Кцын, да Хвосто́вичи, да Порыски, да Борятин, да Орень, да Хостьци, да Жеремин, да Сныхово, да Ивановское Бабина село Незнаново, и с иными месты, со всем с тем, что к тем волостем и селом потягло …».
Через год Симеон выдавал воеводские грамоты на владения в Бежецком Верхе и Белеве. А местом для княжеского двора первый калужский князь избрал гористый берег речки Яченки вблизи Калуги. Именно здесь по преданию им была построена деревянная крепость в духе русских укреплений XV—XVI веков. Однако владения калужского удельного князя не представляли единого целого. Волости были разбросаны. Князь не имел права чеканить государственную монету, вступать в откуп, учреждать торги и т. п., таким образом Симеон Иванович не был самостоятельным властителем и полностью зависел от своего старшего брата, великого князя Московского Василия III Ивановича.
Великий русский историк Н. М. Карамзин, назвал Симеона Ивановича человеком с пылким нравом, легкомысленным. Такая характеристика, вероятно связана с тем, что в летописях упоминается интересный факт попытки бегства Симеона в Литву, предпринятая за полвека до всем известного аналогичного поступка князя Андрея Михайловича Курбского, спасавшегося от мести царя Ивана Грозного. Вероятно, этот шаг был вызван несогласием калужского князя и его окружения, с политикой старшего брата, попыткой освободиться от его опеки. В Никоновской летописи, относящей это событие к 1510 году, можно прочитать:

«… То я же зимы генваря восхотел князь Семе Иванович бежать в Литву от брата своего… и князь великий, сведав то, посла к нему и велел ему у себя быти и хотел на него опалу свою возложити. Князь же Семен Иванович за свою вину начять бити челом государю великому, и князь великий … вины ему отдал, а людей его и бояр всех переменил …».
В 1512 году на Калужское княжество напали крымские татары под предводительством хана Менгли-Гирея, опустошившего Белёв, Алексин и Воротынск. Калужане героически защищали свой город. Симеон дал сражение татарам непосредственно на Оке, пользуясь наличием у него нескольких десятков больших крытых лодок (насадов). Князь Симеон решил не допустить татар на левый берег Оки и когда многочисленная татарская конница начала переправу вплавь по полноводной в те времена Оке, по его команду им наперерез вышла дружина в насадах. Этот приём Симеон применил, учитывая многократное превосходство противника: грозная и маневренная на суше татарская конница была наиболее уязвима в воде, так как всадник был вынужден плыть, держась за холку или хвост коня. В этот момент всадник не может прикрыть себя щитом или эффективно действовать оружием. Многие татары вообще не умели плавать. Тем не менее сражение отличалось большим упорством, татары окружали насады и пытались ворваться на них, иногда им это удавалось и сеча шла на борту насадов. Однако большие потери вынудили татар к отступлению.
Согласно легенде, победа была одержана благодаря помощи святого юродивого Лаврентия Калужского. За этот подвиг князь Симеон и праведный Лаврентий стали местночтимыми святыми. В 1514 году Симеон вместе с братьями Юрием и Василием III участвовал во взятии Смоленска, который был героически отвоеван у Литвы.
В 1518 году Симеон вместе с братом Андреем сопровождал Василия III, во время поездки на «потеху» в Волок Ламский. Вскоре после этого Симеон скоропостижно скончался. Есть версии[чья?] , что скоропостижная смерть Симеона могла быть ускорена Василием III, иными словами он мог быть отравлен ядом.
Удельный князь Калужский Симеон Иванович умер, когда ему исполнился всего лишь тридцать один год. Его похоронили в великокняжеской усыпальнице в Архангельском соборе Московского Кремля. Он не имел наследников, в связи с чем, просуществовав четырнадцать лет, Калужское княжество было объявлено выморочным и включено великим князем Московским Василием III в состав московских владений.